# 3012 Minsk
3012 Minsk è un asteroide della fascia principale. Scoperto nel 1979, presenta un'orbita caratterizzata da un semiasse maggiore pari a 3,2266201 UA e da un'eccentricità di 0,0639073, inclinata di 18,22321° rispetto all'eclittica.
L'asteroide è intitolato alla città di Minsk, capitale della Bielorussia.